# 키메라 항원 수용체 T 세포
키메라 항원 수용체 T 세포(영어: chimeric antigen receptor T cell, CAR T cell)는 면역요법에 사용하기 위해 가공의 T 세포 수용체를 만들기 위해 유전학적으로 조작된 T 세포이다.
키메라 항원 수용체(영어: chimeric antigen receptor, CAR, chimeric immunoreceptor, chimeric T cell receptor, artificial T cell receptor)는 T 세포에 특정 단백질을 대상으로 하는 새로운 기능을 부여하도록 조작된 수용체 단백질이다. 이 수용체들은 키메라의 성질을 띄는데 그 이유는 종양이 발현하고있는 항원을 인식할 수 있는 항체의 ScFv부위와 T 세포 활성 signal cascade를 담당하는 부위인 CD3z부위를 하나로 합쳐놓기 때문이다.

## 키메라 항원 수용체의 역사
chimeric antigen receptor라는 개념은 1989년 이스라엘의 Eshahar박사가 최초로 고안 하였으며 T-body로 명명되었다. 당시에는 현재와 같이 단일사슬구조가 아닌 면역글로불린 중쇄(VH) 및 경쇄(VL)의 항원결합 부위를 각각 T세포 수용체의 alpha 사슬(Cα) 및 beta 사슬(Cβ)의 불변 부위(constant domain)와 결합한 형태로 고안하였으며 따라서 네 가지 벡터(2 × 2)를 제작하여 VHCα 및 VLCβ 또는 VHCβ 및 VLCα 조합으로 두 개의 벡터를 동시에 형질전환하여 발현시켰다.이후 VH와 VL을 링커로 연결하여 현재와 같은 단일사슬 키메릭수용체가 개발되어 구조가 단순화되고 효율을 증대할 수 있게 되었다.

## 키메라 항원 수용체의 구조
키메라 항원 수용체는 세가지 부위로 외부도메인(Ecto domain)과 막 도메인(transmembrane domain) 그리고 내부 도메인(endo domain)으로 구성되어 있다.
1. 외부도메인(E 마지막으로 간격부위로 이루어져 있다. 신호 펩타이드의 역할은 번역이후 초기 단백질이 수송과 가공처리를 담당하는 소포체(Endoplasmic reticulum)로 향하게 하는 지시 역할을 하며 항원인지 부위인 ScFv는 면역글로불린의 중쇄와 경쇄의 가변영역을 linker를 통해 만든 형태이며 간격부위(spacer)는 ScFv와 막관통영역(transmembrane)부위를 이어주는 역할을 하며 길이나 sequence에 따라 움직일 수 있는 결합영역이 달라지기 때문에 antigen binding이나 T 세포 증식등에 관여한다는 결과들이 존재 한다.
2. 막 도메인(Transmembrane domain)
막 도메인은 소수성 알파나선 구조로 이루어져 있으며 receptor의 안정화에 기여를 하는 것으로 알려져 있다. 현재 CD28 막도메인이 가장 안정한 리셉터로 알려져있다.
3. 내부도메인(Endo domain)
내부도메인은 리셉터의 기능적인 역할을 수행하며 기본적인 요소로는 하위 신호전달 역할을 수행하는 면역세포의 활성화를 담당하는 ITAM(Immunoreceptor tyrosine-based activation motifs)의 일 부분인 CD3ζ이다.

## CAR 진화 =
키메라 항원 수용체(Chimeric antigen receptor)의 진화는 세포에 활성화 신호를 전달하는 내부도메인의 구성에 따라 진화되고 있다.
1989년대 키메라 항원 수용체의 초기 단계 이래로 키메라 항원 수용체는 내부 도메인 구조에 따라 4세대까지 발전되어 왔다.
1. 1. 1세대 키메라 항원 수용체

1세대의 경우 보조 자극도메인 없이 CD3ζ만 존재하는 형태이며 T세포를 충분히 활성화 시킬수 없다는 단점을 가지고 있다. 또한 자체적으로 인터류킨-2(IL-2)를 생성하지 못하기 때문에 인위적으로 IL-2를 주입시켜야 효과가 나타난다고 보고가 되고 있다.
이러한 단점을 보완하고자 T세포 리셉터의 보조자극분자를 추가 시킴으로써 T세포의 증식과 지속성을 증가시키는 2세대가 발전하게 된다.
1. 2. 2세대 키메라 항원 수용체

2세대 키메라 항원 수용체는 보조자극 분자들을 추가적으로 도입시킨 형태로 이는 증식과 세포독성 그리고 지속되는 반응성 그리고 T세포의 생존력에 영향을 미치게 된다. 보조자극 분자로는 CD28 또는 CD137(4-1BB and CD134(OX40))이 존재한다. CD28 매게 된 보조자극분자는 림포구의 증식과 생존 있어서의 조절을 담당하며 메모리기능 또한 관련 되어있다고 알려져 있다. CD134 또한 증식에 관여를 하는 유전자로 면역세포돌을 활성화시킬 수 있는 사이토카인인 인터류킨-2(IL-2)의 생산을 강화하는 역할을 하는 것으로 알려져있다.CD137 분자는 T 세포의 신호반응을 유지하는데 기여를 하고 이는 세포독성 T림프구의 생존능과 메모리기능에 있어서 중요한 역할을 담당한다.
CD3z를 기반으로 보조자극분자 CD28 또는 CD134(4-1BB) CD137(OX40)이 하나씩 추가된 형태라면
1. 3. 3세대 키메라 항원 수용체

3세대 키메라 항원 수용체는 보조자극도메인 2개를 동시에 발현시킨 형태로 더욱 더 사이토카인 생성과 암세포 살상능력을 높이기 위해 동시에 발현시킨 형태로 CD3ζ - CD28 - OX40 또는 CD3ζ - CD28 - 4-1BB를 구성하고 있는 형태이다.

1. 4. 4세대 키메라 항원 수용체

4세대 키메라 항원 수용체는 2세대를 기반으로 하여 인터류킨-12를 추가시킴으로써 생성되며 이는 T cell redirected for universal cytokine-mediated killing(TRUCKs)이라고 명명된다. TRUCKs은 T세포의 활성을 증가 시키며 동시에 선천 면역세포들을 끌어들이며 활성화시킬 수 있는
형태의 리셉터이며 바이러스 감염 물질대사와 관련되어 있는 질병과 자가면역질환에서도 이용될 수 있다.

### CAR 생산 및 Adoptive transfer방식
키메릭항원수용체를 만드는 방법은 환자의 혈액 PBMC(Periheral blood mononuclear cell)로부터 백혈구성분채집술(leukapheresis)과정을 거치게 된다. 이때 분리된 PMBC는 냉장 또는 냉동되어 의약품제조관리기준(Good Manufacturing Practice)GMP을 만족하는 CAR-T 생산 시설로 이송된다.
분리된 T세포는 형질도입 효율을 증대시키기 위하여 selection and activation과정을 거치고 Retro 혹은 Lentivirus vector를 이용하여 암세포 특이적 키메릭항원수용체를 형질전환 시킨다. 형질전환시킨 T세포는 증식을 시켜 다시 환자 몸 속으로 주입하게 되는데 이때 Lymphodepletion 거치게된다. T세포의 활성을억제하는 regulatory T세포와 기존의 가지고있던 사이토카인인 IL-7과 15을 제거하여 강화된 T세포의 효능을 높이기위해 수행하는 단계로 알려져있다.
Lymphodepletion 단계를 거친 환자는 CAR T세포를 재주입하게 된다.

### CAR 한계점 및 극복 해야할 점
CD19을 표적으로 하는 2세대 CAR의경우 B lymphoma 및 림프종 환자들에게서 높은 효능을 보이며 이외에도 CAR-T를 이용한 항암치료는 다발골수종 환자들을 대상으로한 임상시험에서 매우 성공적으로 진행되고 있으며, 급성 골수성 백혈병을 대상으로 확장이 시도되고 있다.
그러나 이는 혈액암에서만 국한되어 있고 환자90%인 고형암에서는 효과적인 임상결과를 보여주지 못하는 실정이다.이는 앞으로 CAR-T 치료제의 효능과 안전성을 향상시키기 위해 더욱 많은 연구와 임상에서의 평가가 필요함을 의미한다
CAR를 도입함에 있어서 어려운점은
첫째로 종양의 이질성(heterogeneity)이다. 종양내의 각기다른 genome instability가 불안정하면서 이와 관련하여 tumor associated antigen(TAA)을 발현하게 되는데 이는 CAR의 TARGET선정에 있어서 어려운점을 보여주고있다.
두번째로는 종양이 발현하는 케모카인이다. 주화성으로인하여 면역세포의 이동을 조절하게 되는데 종양은 면역세포들의 적절하지 않은 케모카인을 발현 시킴으로써 종양주변으로 접근 하지못하게 막는 기능을 하고있다.
세번째로는 면역세포들을 억제시키는 환경인데 CANCER ASSOCIATED FIBROBLAST(CAF)의 의해 면역세포들의 물리적인 접근을 차단 시킬 뿐만 아니라 저산소증 상태를 유지 시킴으로써 면역세포들의 활성과 증식을 줄이는 효과를 나타내고 있으며 젖당생성과 포도당결핍으로 인한 면역세포의 증식과 사이토카인 생성을 억제시키는 환경을 조성하며
마지막으로 tumor에서 유래된 soluble factor 또는 사이토카인 그리고 MDSC, TAM, TAN에 의해 분비되는 prostaglandin, TGF-β, IL-10같은 Pro-inflammatory cytokine에 의해 면역을 억제시키는 효과를 나타내는 것으로 알려져 있다.

## 같이 보기
- 세포 치료
- 면역관문억제제
- 유전자 치료
- 면역 체크포인트